# Al Jazeera English
Az Al Jazeera English (az al-Dzsazíra magyar átírásával szemben az angol adás tulajdonnevét meghagytuk) (AJE) nemzetközi, angol nyelvű televíziós hírcsatorna, amely hírekről és aktuális eseményekben tudósít a nap 24 órájában. Az arab nyelvű al-Dzsazíra testvércsatornájaként számon tartott hírtelevízió székhelye Katar fővárosában, Dohában található.
A csatorna műsorában hírműsorok, elemzések, dokumentumfilmek, élő viták, valamint aktualitásokkal, üzleti ügyekkel, tudományokkal és sporttal foglalkozó programok találhatóak. Az Al Jazeera English állítása szerint az első globális, magas színvonalú televíziós hálózat.
Az Al Jazeera English az első angol nyelvű hírcsatorna, amely központja a Közel-Keleten található. A felület a régió hangjainak bemutatása mellett a globális perspektívának azonos mértékben kíván teret adni. Fő cél emellett a közel 1 milliárdos angolul beszélő, ám nem anglo-amerikai nézőponttal bíró réteg megszólítása. A központi irányítás helyett a hírmenedzsment a dohai és a londoni közvetítő központok között rotálódik. 
A hálózat önmaga által megfogalmazott küldetése "az el nem mondott történetek közvetítése, a vita támogatása és a kialakított felfogás árnyalása."
| Al Jazeera   |                                                                    |
| ------------ | ------------------------------------------------------------------ |
| Típus        | műholdas televízió hálózat                                         |
| Ország       | Katar                                                              |
| Elérhetőség  | világszerte                                                        |
| Tulajdonos   | Hamad bin Thamer Al Thani                                          |
| Kulcsemberek | Sheikh Hamad bin Thamer Al Thani, Sheikh Ahmad bin Jassim al-Thani |

| Al Jazeera Műholdas Hálózat |                                                                            |
| --------------------------- | -------------------------------------------------------------------------- |
| Alapítva                    | 1996. november 1.                                                          |
| Tulajdonos                  | Al Jazeera                                                                 |
| Ország                      | Katar                                                                      |
| Központ                     | Doha, Katar                                                                |
| Internetes elérés           | aljazeera.net Archiválva 2017. december 6-i dátummal a Wayback Machine-ben |

## Filozófia
Az Al Jazeera English céljai között a fejlődő világból való hírközvetítést, az információáramlás irányának megváltoztatását és a hírek napirendjének kialakítását jelölte meg. Néhány megfigyelő, köztük a médiakutató Adel Iskandar, megállapította, hogy ez a fókusz a nyugati nézőpont szerint az Al Jazeera English-t egy globális, alternatív hírhálózatként jeleníti meg. Az Al Jazeera etikai kódexe az újságírók megbízhatóságát és hitelességét, a valós hírek bemutatását, a tisztességes médiaversenyt, a vélemények és nézőpontok pluralitását, a kulturális és vallási sokszínűséget, az elkövetett hibák beismerését és kijavítását, az átláthatóságot, a professzionalitást, valamint a propaganda elkerülését emelte fontos elemként.

## Programok
A csatorna jelenlegi programjai az alábbi felsorolásban találhatóak meg. Az Al Jazeera English változatos programokat kínál, a műsorok teljes hosszúkban megtekinthetőek az Al Jazeera honlapján és a YouTube-on. 
- 101 East - heti rendszerességgel jelentkező műsor, vezetője Fauziah Ibrahim, fő profilja az ázsiai aktuálpolitika és üzleti élet
- Counting The Cost - Kamahl Santamaria műsora, heti rendszerességű betekintést nyújt az üzlet és a pénzügyek világába[7]
- Empire - Marwan Bishara havi beszélgetős műsora, a globális politikába nyújt betekintést[8]
- The Frost Interview Archiválva 2013. március 14-i dátummal a Wayback Machine-ben - David Frost heti műsora, a vendégekkel való beszélgetések a világ politikai eseményeit járják körül
- Fault Lines - az Amerikai Egyesült Államok szerepét és politikai lépéseit elemző program
- Inside Story - az aktuális hírek mögé betekintő műsor
- Inside Syria - a szír civil háborút fókuszba állító, aktualitásokat feldolgozó program
- Inside Story Americas - Washingtonból közvetített program, fókuszában az Amerikai Egyesült Államok fő hírei
- Listening Post - más hírcsatornák híreit elemző műsor, a Londonból sugárzott műsor házigazdája Richard Gizbert
- Hírek:
  - élő hírek az Al Jazeera dohai központjából
  - élő hírek az Al Jazeera londoni központjából
  - Newshour - egyórás hírblokk az Al Jazeera különböző közvetítő központjaiból
  - hírek főcímei minden fél órában
- People & Power - kéthetente jelentkező program, a hatalom és a visszaélések kérdéseit járja körbe
- The Stream - minden hétfőn és csütörtökön jelentkező műsor, a közösségi média hatásaival foglalkozik
- Witness - rövid dokumentumfilmeket bemutató napi program, Ghida Fakhry műsorvezető közreműködésével
- Al Jazeera World - az Al Jazeera Hálózaton keresztül közvetített sorozat, egyórás dokumentumfilmek bemutatása
- Earthrise - napjaink környezeti problémáira megoldásokat kereső műsor; ökológiai, tudományos, technológiai és design projektek bemutatása
- The Fabulous Picture Show - filmekkel, színészekkel és rendezőkkel foglalkozó tematikus műsor
- South2North - nemzetközi talk show
- Al Jazeera Correspondent - a hírek bemutatásakor az újságírókra fókuszáló program
- Talk to Al Jazeera - interjúk a főcímeket készítő emberekkel
- Activate - a világ aktivistáinak történetét bemutató műsor
- Artscape Archiválva 2013. március 14-i dátummal a Wayback Machine-ben - hírek mögött rejlő kreatív erők fókuszba állítása